# Liste des routes d'État au Nevada
Les routes d'État au Nevada sont entretenues par le Nevada Department of Transportation au Nevada.

## Routes primaires (0–499)
Les routes primaires sont numérotées avec trois chiffres basés sur le comté dans lequel la majorité de la route se trouve. Les routes dans un même comté sont regroupées avec des numéros similaires lesquels sont assignés en fonction de l'ordre alphabétique du nom du comté. La SR 28, la SR 88 et la SR 140 sont les trois exceptions à cette règle; les trois routes continuant une route d'un État voisin.
| Numéro | Longueur (mi) | Longueur (km) | Terminus sud / ouest                                                       | Terminus nord / est                                        | Créée | Notes               |
| ------ | ------------- | ------------- | -------------------------------------------------------------------------- | ---------------------------------------------------------- | ----- | ------------------- |
| SR 28  | 16,12         | 25,94         | US 50 près de Glenbrook                                                    | SR 28 à la frontière de la Californie à Crystal Bay        | 1948  |                     |
| SR 88  | 7,87          | 12,66         | SR 88 à la frontière de la Californie près de Gardnerville Ranchos         | US 395 à Minden                                            | 1957  |                     |
| SR 115 | 4,82          | 7,76          | SR 119 près de Fallon                                                      | Stillwater Avenue à Fallon                                 | 1976  |                     |
| SR 116 | 10,49         | 16,88         | US 50 près de Fallon                                                       | Stillwater                                                 | 1976  |                     |
| SR 117 | 6,91          | 11,13         | US 50 près de Fallon                                                       | US 95 à Fallon                                             | 1976  |                     |
| SR 118 | 3,48          | 5,59          | SR 115 à Fallon                                                            | Wildes Road près de NAS Fallon à Fallon                    | 1976  |                     |
| SR 119 | 4,14          | 6,66          | US 95 près de Fallon                                                       | Beach Road à la porte de NAS Fallon à Fallon               | 1976  |                     |
| SR 120 | 6,26          | 10,07         | US 95 près de Fallon                                                       | SR 119 près de Fallon                                      | 1976  |                     |
| SR 140 | 110,11        | 177,21        | OR 140 à la frontière de l'Oregon dans le comté de Humboldt                | US 95 près d'Orovada                                       | 1968  |                     |
| SR 146 | 6,67          | 10,74         | I-15 près de Las Vegas                                                     | I-215 à Henderson                                          | 1976  |                     |
| SR 147 | 14,25         | 22,94         | I-15 à North Las Vegas                                                     | Lake Mead National Recreation Area près de North Las Vegas | 1976  |                     |
| SR 156 | 16,95         | 27,29         | Lee Canyon                                                                 | US 95 près de Las Vegas                                    | 1976  |                     |
| SR 157 | 21,43         | 34,49         | Kyle Canyon près de Mount Charleston                                       | US 95 près de Las Vegas                                    | 1976  |                     |
| SR 158 | 8,88          | 14,29         | SR 157 à Mount Charleston                                                  | SR 156 in Lee Canyon                                       | 1976  |                     |
| SR 159 | 31,20         | 50,22         | SR 160 près de Blue Diamond                                                | SR 612 à Las Vegas                                         | 1976  |                     |
| SR 160 | 80,33         | 129,27        | US 95 près de Pahrump                                                      | Las Vegas Boulevard à Las Vegas                            | 1976  |                     |
| SR 161 | 7,29          | 11,73         | Esmeralda Street à Goodsprings                                             | I-15 à Jean                                                | 1976  |                     |
| SR 163 | 19,21         | 30,91         | US 95 près de Cal-Nev-Ari                                                  | SR 95 à la frontière de l'Arizona à Laughlin               | 1976  |                     |
| SR 164 | 18,58         | 29,91         | Nipton Road à la frontière de la Californie près de Searchlight            | US 95 à Searchlight                                        | 1976  |                     |
| SR 165 | 11,00         | 17,71         | Nelson                                                                     | US 95 près de Boulder City                                 | 1976  |                     |
| SR 168 | 24,78         | 39,87         | US 93 près de Moapa                                                        | I-15 à Glendale                                            | 1976  |                     |
| SR 169 | 18,49         | 29,75         | Limite de la Lake Mead National Recreation Area près d'Overton             | I-15 près de Logandale                                     | 1976  |                     |
| SR 170 | 12,27         | 19,74         | I-15 près de Riverside                                                     | Mesquite Boulevard à Mesquite                              | 1976  |                     |
| SR 171 | 0,64          | 1,03          | I-215 à Las Vegas                                                          | Sunset Road / McCarran Airport tunnel à Las Vegas          | 1994  |                     |
| SR 172 | 1,35          | 2,17          | US 93 près de Boulder City                                                 | Route d'accès au Barrage Hoover                            | 2010  |                     |
| SR 173 | 1,08          | 1,73          | I-11 à Boulder City                                                        | US 93 Bus. à Boulder City                                  | 2018  |                     |
| SR 206 | 15,44         | 24,84         | SR 88 près de Gardnerville                                                 | US 395 près de Minden                                      | 1976  |                     |
| SR 207 | 11,08         | 17,84         | US 50 à Stateline                                                          | SR 206 près de Gardnerville                                | 1976  |                     |
| SR 208 | 37,88         | 60,96         | US 395 près de Topaz Lake                                                  | US 95 Alt. à Yerington                                     | 1976  |                     |
| SR 221 | 2,98          | 4,79          | SR 278 à Carlin                                                            | I-80 à Carlin                                              | 1976  |                     |
| SR 223 | 2,01          | 3,24          | SR 231 à Wells                                                             | US 93 à Wells                                              | 1976  |                     |
| SR 225 | 100,30        | 161,42        | SR 535 à Elko                                                              | SH 51 à la frontière de l'Idaho à Owyhee                   | 1976  |                     |
| SR 226 | 39,02         | 62,79         | Deep Creek                                                                 | SR 225 près d'Elko                                         | 1976  |                     |
| SR 227 | 20,13         | 32,40         | SR 535 à Elko                                                              | Crossroads Lane à Lamoille                                 | 1976  |                     |
| SR 228 | 26,81         | 43,15         | Jiggs                                                                      | SR 227 près d'Elko                                         | 1976  |                     |
| SR 229 | 50,36         | 81,05         | I-80 à Halleck                                                             | US 93 près de Wells                                        | 1976  |                     |
| SR 230 | 13,09         | 21,06         | I-80 à Deeth                                                               | I-80 à Welcome                                             | 1976  |                     |
| SR 231 | 11,60         | 18,67         | Angel Lake                                                                 | SR 223 à Wells                                             | 1976  |                     |
| SR 232 | 14,53         | 23,39         | Steele Creek                                                               | US 93 près de Wells                                        | 1976  |                     |
| SR 233 | 34,23         | 55,09         | I-80 à Oasis                                                               | SR 30 à la frontière de l'Utah près de Montello            | 1976  |                     |
| SR 264 | 33,67         | 54,18         | SR 266 à la frontière de la Californie à Dyer                              | US 6 près de Basalt                                        | 1976  |                     |
| SR 265 | 20,50         | 32,99         | Silver Peak Road à Silver Peak                                             | US 6 / US 95 près de Coaldale                              | 1976  |                     |
| SR 266 | 40,34         | 64,92         | SR 266 à la frontière de la Californie à Dyer                              | US 95 près de Goldfield                                    | 1976  |                     |
| SR 267 | 21,43         | 34,48         | Scotty's Castle Road à la frontière de la Californie près de Bonnie Claire | US 95 près de Beatty                                       | 1976  |                     |
| SR 278 | 87,63         | 141,03        | US 50 près d'Eureka                                                        | I-80 à Carlin                                              | 1976  |                     |
| SR 289 | 1,64          | 2,63          | US 95 à Winnemucca                                                         | SR 795 près de Winnemucca                                  | 1976  |                     |
| SR 290 | 18,01         | 28,99         | US 95 près de Winnemucca                                                   | Bridge Street à Paradise Valley                            | 1976  |                     |
| SR 292 | 2,94          | 4,72          | SR 140 à Denio Junction                                                    | OR 205 à la frontière de l'Oregon à Denio                  | 1976  |                     |
| SR 293 | 23,99         | 38,61         | Kings River Valley                                                         | US 95 à Orovada                                            | 1976  |                     |
| SR 294 | 7,97          | 12,83         | Grass Valley Road à Grass Valley                                           | SR 794 à Winnemucca                                        | 1981  |                     |
| SR 304 | 3,79          | 6,10          | I-80 à Battle Mountain                                                     | I-80 à Battle Mountain                                     | 1976  |                     |
| SR 305 | 87,72         | 141,17        | US 50 à Austin                                                             | SR 304 à Battle Mountain                                   | 1976  |                     |
| SR 306 | 30,63         | 49,30         | Barrack Gold Mine près de Gold Acres                                       | I-80 près de Beowawe                                       | 1976  |                     |
| SR 317 | 21,49         | 34,59         | Elgin                                                                      | US 93 à Caliente                                           | 1976  |                     |
| SR 318 | 110,76        | 178,25        | US 93 à Crystal Springs                                                    | US 6 près de Preston                                       | 1976  |                     |
| SR 319 | 20,91         | 33,66         | US 93 près de Panaca                                                       | SR 56 à la frontière de l'Utah près de Panaca              | 1976  |                     |
| SR 320 | 10,67         | 17,18         | US 93 près de Pioche                                                       | US 93 près de Pioche                                       | 1976  |                     |
| SR 321 | 5,11          | 8,23          | US 93 près de Pioche                                                       | US 93 près de Pioche                                       | 1976  |                     |
| SR 322 | 18,58         | 29,90         | SR 321 à Pioche                                                            | Parc d'état de Spring Valley                               | 1976  |                     |
| SR 338 | 30,90         | 49,72         | SR 182 à la frontière de la Californie près de Bridgeport, CA              | SR 208 à Smith Valley                                      | 1976  |                     |
| SR 339 | 11,52         | 18,54         | SR 208 près de Wilson Canyon                                               | US 95 Alt. à Yerington                                     | 1976  |                     |
| SR 340 | 1,08          | 1,74          | SR 339 près de Yerington                                                   | SR 208 à Yerington                                         | 1976  |                     |
| SR 341 | 22,03         | 35,46         | US 50 près de Dayton                                                       | US 395 Alt. / SR 431 à Reno                                | 1976  |                     |
| SR 342 | 3,78          | 6,08          | SR 341 près de Silver City                                                 | SR 341 à Virginia City                                     | 1976  |                     |
| SR 359 | 33,35         | 53,67         | SR 167 à la frontière de la Californie                                     | US 95 à Hawthorne                                          | 1976  |                     |
| SR 360 | 23,25         | 37,41         | US 6 à Basalt                                                              | US 95 près de Mina                                         | 1976  |                     |
| SR 361 | 62,85         | 101,15        | US 95 à Luning                                                             | US 50 à Middlegate                                         | 1976  |                     |
| SR 362 | 1,30          | 2,09          | US 95 près de Hawthorne                                                    | US 95 à Hawthorne                                          | 1976  | Indiqué US 95 Truck |
| SR 372 | 7,77          | 12,51         | SR 178 à la frontière de la Californie près de Beatty                      | SR 160 à Pahrump                                           | 1976  |                     |
| SR 373 | 16,30         | 26,24         | SR 127 à la frontière de la Californie près de Death Valley Junction, CA   | US 95 à Amargosa Valley                                    | 1976  |                     |
| SR 374 | 8,84          | 14,23         | Parc national de la Vallée de la Mort près de Beatty                       | US 95 à Beatty                                             | 1976  |                     |
| SR 375 | 98,41         | 158,38        | SR 318 à Crystal Springs                                                   | US 6 à Warm Springs                                        | 1976  |                     |
| SR 376 | 99,81         | 160,63        | US 6 près de Tonopah                                                       | US 50 près d'Austin                                        | 1976  |                     |
| SR 377 | 6,60          | 10,62         | SR 376 près de Manhattan                                                   | Main Street à Manhattan                                    | 1976  |                     |
| SR 379 | 19,53         | 31,43         | US 6 à Currant                                                             | Duckwater                                                  | 1976  |                     |
| SR 396 | 7,70          | 12,39         | I-80 à Lovelock                                                            | I-80 près de Lovelock                                      | 1976  |                     |
| SR 397 | 11,84         | 19,06         | SR 860 près de Lovelock                                                    | SR 398 à Lovelock                                          | 1976  |                     |
| SR 398 | 4,77          | 7,67          | I-80 / US 95 à Lovelock                                                    | SR 396 près de Lovelock                                    | 1976  |                     |
| SR 399 | 18,18         | 29,26         | Eagle Picher Mine près de Lovelock                                         | SR 398 à Lovelock                                          | 1976  |                     |
| SR 400 | 16,58         | 26,69         | Kyle Hot Springs Road près d'Unionville                                    | I-80 / US 95 à Mill City                                   | 1976  |                     |
| SR 401 | 2,35          | 3,78          | Rye Patch State Recreation Area                                            | I-80 / US 95 près de Lovelock                              | 1976  |                     |
| SR 425 | 3,44          | 5,53          | Gold Ranch Road à Verdi                                                    | I-80 à Verdi                                               | 1976  |                     |
| SR 426 | 0,37          | 0,60          | US 395 Alt. à Reno                                                         | I-580 / US 395 à Reno                                      | 1976  |                     |
| SR 427 | 4,70          | 7,56          | I-80 près de Wadsworth                                                     | US 50 Alt. / US 95 Alt. à Fernley                          | 1976  |                     |
| SR 430 | 3,16          | 5,09          | SR 659 à Reno                                                              | US 395 à Reno                                              | 1976  |                     |
| SR 431 | 24,41         | 39,29         | SR 28 à Incline Village                                                    | US 395 Alt. / SR 341 à Reno                                | 1976  |                     |
| SR 439 | 18,50         | 29,80         | US 50 à Silver Springs                                                     | I-80 près de Sparks                                        | 2015  |                     |
| SR 443 | 3,20          | 5,15          | SR 659 à Reno                                                              | 7th Avenue à Sun Valley                                    | 1976  |                     |
| SR 445 | 41,89         | 67,42         | Nugget Avenue à Sparks                                                     | Warrior Point Park Road près de Sutcliffe                  | 1976  |                     |
| SR 446 | 13,16         | 21,17         | SR 445 près de Sutcliffe                                                   | SR 447 à Nixon                                             | 1976  |                     |
| SR 447 | 74,65         | 120,13        | SR 427 à Wadsworth                                                         | Washoe County Route 447 à Gerlach                          | 1976  |                     |
| SR 487 | 11,03         | 17,74         | SR 21 à la frontière de l'Utah près de Baker                               | US 6 / US 50 près de Baker                                 | 1976  |                     |
| SR 488 | 4,79          | 7,70          | Parc national du Grand Bassin                                              | SR 487 à Baker                                             | 1976  |                     |
| SR 490 | 8,93          | 14,37         | Prison d'éta d'Ely                                                         | US 93 près d'Ely                                           | 1976  |                     |
|        |               |               |                                                                            |                                                            |       |                     |

## Routes urbaines (500–699)
Les routes d'état urbaines sont numérotées dans la série 500 et 600. Il s'agit typiquement d'artères principales dans les aires urbaines. Ces routes sont regroupées de façon séquentielle en fonction de l'ordre alphabétique du nom de la ville principale dans laquelle elles se trouvent.
| Numéro | Longueur (mi) | Longueur (km) | Terminus sud / ouest                          | Terminus nord / est                                  | Créée | Notes                        |
| ------ | ------------- | ------------- | --------------------------------------------- | ---------------------------------------------------- | ----- | ---------------------------- |
| SR 535 | 3,19          | 5,14          | I-80 près d'Elko                              | SR 227 à Elko                                        | 1976  |                              |
| SR 562 | 4,95          | 7,96          | Las Vegas Boulevard à Las Vegas               | SR 582 à Henderson                                   | 1976  |                              |
| SR 564 | 8,22          | 13,24         | I-515 / US 93 / US 95 à Henderson             | Lake Mead National Recreation Area près de Henderson | 2002  |                              |
| SR 573 | 5,33          | 8,58          | US 95 à Las Vegas                             | SR 604 à Las Vegas                                   | 1976  | Route comporte deux sections |
| SR 574 | 10,67         | 17,17         | US 95 à Las Vegas                             | SR 612 à Las Vegas                                   | 1976  |                              |
| SR 578 | 0,66          | 1,06          | I-15 à Las Vegas                              | Las Vegas Boulevard à Las Vegas                      | 1976  |                              |
| SR 579 | 2,21          | 3,55          | SR 599 à Las Vegas                            | Las Vegas Boulevard à Las Vegas                      | 1976  |                              |
| SR 582 | 15,39         | 24,77         | I-11 / US 93 / US 95 à Henderson              | SR 159 à Las Vegas                                   | 1991  |                              |
| SR 592 | 8,49          | 13,66         | SR 595 à Las Vegas                            | SR 582 à Las Vegas                                   | 1997  | Route comporte deux sections |
| SR 593 | 7,40          | 11,90         | Dean Martin Drive à Las Vegas                 | SR 582 à Las Vegas                                   | 1976  |                              |
| SR 595 | 5,50          | 8,84          | Tropicana Avenue à Las Vegas                  | US 95 à Las Vegas                                    | 1976  |                              |
| SR 596 | 4,09          | 6,58          | Sahara Avenue à Las Vegas                     | Smoke Ranch Road à Las Vegas                         | 1976  |                              |
| SR 599 | 7,05          | 11,34         | Redondo Avenue à Las Vegas                    | US 95 à Las Vegas                                    | 1976  |                              |
| SR 602 | 0,25          | 0,41          | Stewart Avenue à Las Vegas                    | Bonanza Road à Las Vegas                             | 1976  |                              |
| SR 604 | 12,14         | 19,53         | Tonopah Avenue à North Las Vegas              | I-15 / US 93 à Apex                                  | 1976  |                              |
| SR 610 | 2,37          | 3,81          | SR 604 à Las Vegas                            | I-15 / US 93 à North Las Vegas                       | 1976  |                              |
| SR 612 | 9,42          | 15,16         | SR 593 à Las Vegas                            | SR 573 à Las Vegas                                   | 1976  |                              |
| SR 613 | 5,51          | 8,87          | CC 215 à Las Vegas                            | US 95 à Las Vegas                                    | 2018  |                              |
| SR 647 | 3,40          | 5,47          | I-80 près de Reno                             | I-80 à Sparks                                        | 1976  | Route comporte deux sections |
| SR 648 | 2,66          | 4,28          | SR 667 à Reno                                 | SR 659 à Sparks                                      | 1976  |                              |
| SR 653 | 0,59          | 0,95          | SR 667 à Reno                                 | Terminal Way à Reno                                  | 1976  |                              |
| SR 655 | 1,14          | 1,84          | I-80 près de Sparks                           | Waltham Way près de Sparks                           | 1986  | Non-indiquée                 |
| SR 659 | 22,97         | 36,97         | Route de ceinture autour de Reno et de Sparks | Route de ceinture autour de Reno et de Sparks        | 2009  |                              |
| SR 667 | 3,84          | 6,17          | S. Virginia Street à Reno                     | Victorian Avenue à Sparks                            | 1976  |                              |
| SR 668 | 0,31          | 0,51          | Hymer Avenue à Sparks                         | Victorian Avenue à Sparks                            | 1976  |                              |
| SR 671 | 3,43          | 5,51          | US 395 Alt. à Reno                            | Del Monte Lane à Reno                                | 1983  |                              |
| SR 673 | 0,40          | 0,64          | N. Virginia Street près de Reno               | US 395 près de Reno                                  | 1983  |                              |
|        |               |               |                                               |                                                      |       |                              |

## Routes secondaires (700–895)
Les routes d'état secondaires sont numérotées dans la série 700 et 800. Elles existent surtout pour relier de petites communautés rurales aux autres routes d'état. Dans certaines aires urbaines, ces routes peuvent aussi servir de routes collectrices mineures vers des artères principales.
Comme pour les routes primaires, les routes secondaires sont regroupées de façon séquentielle en fonction de l'ordre alphabétique du nom du comté.
| Numéro | Longueur (mi) | Longueur (km) | Terminus sud / ouest                          | Terminus nord / est                               | Créée | Notes          |
| ------ | ------------- | ------------- | --------------------------------------------- | ------------------------------------------------- | ----- | -------------- |
| SR 705 | 0,93          | 1,49          | Clear Creek Road près de Carson City          | Clear Creek Road près de Carson City              | 1976  |                |
| SR 715 | 2,14          | 3,44          | SR 117 près de Fallon                         | US 50 près de Fallon                              | 1976  |                |
| SR 718 | 2,90          | 4,67          | Curry Road près de Fallon                     | US 95 près de Fallon                              | 1976  |                |
| SR 720 | 3,25          | 5,23          | US 95 près de Fallon                          | Pasture Road près de Fallon                       | 1976  |                |
| SR 722 | 58,14         | 93,57         | US 50 près de Middlegate                      | US 50 près d'Austin                               | 1976  | Ancienne US 50 |
| SR 723 | 2,01          | 3,23          | US 50 près de Fallon                          | Cox Road près de Fallon                           | 1976  |                |
| SR 726 | 1,87          | 3,00          | US 95 près de Fallon                          | Old River Road près de Fallon                     | 1976  |                |
| SR 756 | 3,97          | 6,40          | SR 88 près de Centerville                     | US 395 à Gardnerville                             | 1976  |                |
| SR 757 | 3,18          | 5,12          | SR 206 près de Genoa                          | US 395 près de Minden                             | 1976  |                |
| SR 759 | 1,00          | 1,62          | US 395 près de Minden                         | Heybourne Road près de Minden                     | 1976  |                |
| SR 760 | 0,48          | 0,76          | Nevada Beach sur le Lac Tahoe                 | US 50 près de Zephyr Cove                         | 1976  |                |
| SR 766 | 11.507        | 18.519        | SR 221 in Carlin                              | Newmont Mine Road northwest of Carlin             | 1976  |                |
| SR 767 | 1,92          | 3,10          | Ruby Valley Road près de Ruby Valley          | SR 229 près de Halleck                            | 1976  |                |
| SR 773 | 10,50         | 16,89         | SR 264 à Fish Lake Valley                     | US 6 près de Coaldale                             | 1976  |                |
| SR 774 | 7,46          | 12,00         | 3rd Street à Gold Point                       | SR 266 près de Lida                               | 1976  |                |
| SR 781 | 0,04          | 0,06          | Pont Palisade près de Carlin                  | Pont Palisade près de Carlin                      | 1976  |                |
| SR 787 | 0,50          | 0,80          | US 95 à Winnemucca                            | SR 294 à Winnemucca                               | 1997  |                |
| SR 789 | 16,25         | 26,15         | I-80 à Golconda                               | Midas Road près de Golconda                       | 1976  |                |
| SR 794 | 2,44          | 3,92          | SR 294 à Winnemucca                           | I-80 près de Winnemucca                           | 1981  |                |
| SR 795 | 1,25          | 2,00          | US 95 près de Winnemucca                      | SR 289 près de Winnemucca                         | 1999  |                |
| SR 796 | 1,36          | 2,20          | Aéroport de Winnemucca près de Winnemucca     | I-80 Frontage Road près de Winnemucca             | 1997  |                |
| SR 806 | 5,81          | 9,35          | SR 304 à Battle Mountain                      | Reese Road près de Battle Mountain                | 1976  |                |
| SR 816 | 0,61          | 0,98          | County Airport Road près de Panaca            | US 93 près de Panaca                              | 1976  |                |
| SR 822 | 0,15          | 0,24          | US 50 à Dayton                                | Ricci Road à Dayton                               | 1976  |                |
| SR 823 | 7,61          | 12,25         | SR 208 près de Wellington                     | Upper Colony Road à Simpson                       | 1976  |                |
| SR 824 | 5,57          | 8,97          | SR 208 à Smith                                | SR 823 près de Simpson                            | 1976  |                |
| SR 825 | 0,42          | 0,67          | West of Day Lane près de Smith                | SR 824 à Smith                                    | 1976  |                |
| SR 827 | 5,80          | 9,33          | SR 339 à Mason                                | East Purcell Lane près de Yerington               | 1976  |                |
| SR 828 | 7,74          | 12,45         | I-80 Bus. / US 50 Alt. / US 95 Alt. à Fernley | US 50 Alt. près de Fernley                        | 1976  |                |
| SR 829 | 3,17          | 5,10          | SR 338 près de Wellington                     | SR 208 à Wellington                               | 1976  |                |
| SR 839 | 18,07         | 29,09         | Rawhide Road                                  | US 50 près de Fallon                              | 1976  |                |
| SR 844 | 12,32         | 19,83         | SR 361 près de Gabbs                          | Forêt nationale de Humboldt-Toiyabe près de Gabbs | 1976  |                |
| SR 854 | 4,12          | 6,63          | SR 399 près de Lovelock                       | SR 398 à Lovelock                                 | 1976  |                |
| SR 856 | 1,40          | 2,25          | SR 396 à Lovelock                             | Reservoir Road près de Lovelock                   | 1976  |                |
| SR 860 | 1,89          | 3,04          | Derby Field près de Lovelock                  | Old US 40 près de Lovelock                        | 1976  |                |
| SR 877 | 4,30          | 6,91          | US 395 Alt. à Washoe Valley                   | US 395 Alt. près de Washoe City                   | 1976  |                |
| SR 878 | 1,02          | 1,65          | Mount Rose                                    | SR 431 près d'Incline Village                     | 1976  |                |
| SR 880 | 0,62          | 1,00          | Malapai Way à Sparks                          | SR 445 à Sparks                                   | 1976  |                |
| SR 892 | 35,92         | 57,81         | US 50 près d'Eureka                           | Strawberry Road près de Strawberry                | 1976  |                |
| SR 893 | 39,75         | 63,98         | US 6 / US 50 près de Lages Station            | Spring Valley Road à Muncy Creek                  | 1976  |                |
| SR 894 | 16,62         | 26,74         | Shoshone Road à Shoshone                      | US 93 près de Lages Station                       | 1976  |                |
| SR 895 | 1,48          | 2,38          | Preston                                       | SR 318 près de Preston                            | 1976  |                |
|        |               |               |                                               |                                                   |       |                |